# Americano (песня Светланы Лободы)
«Americano» — песня украинской певицы Светланы Лободы, выпущенная 1 октября 2021 года в качестве сингла на лейбле Sony Music Entertainment.

## Предыстория и релиз
Автором песни стал украинский музыкант Никита Киселёв, работавший с такими артистами как Ани Лорак и Макsим. Песня является лирической и посвящена воспоминаниям о любви, которая «приходит однажды и обжигает сердце». Сама Лобода отметила, что очень любит осень и её плейлист в это время года наполнен лирическими текстами. По словам певицы, песня была записана с первого дубля, а аранжировка песни «родилась» в течение одного дня. Также Лобода призналась, что услышав песню, она поменяла все свои планы и мгновенно решила выпустить именно её в качестве сингла.
28 сентября певица в своём Instagram объявила о выходе новой песни «Americano» 1 октября. На следующий день она представила отрывки из песни. В назначенную дату песня стала доступна на всех цифровых платформах. Сразу после релиза песня возглавила чарт iTunes Казахстана, России и Украины.

## Музыкальное видео
Премьера официального музыкального видео на песню состоялась 1 ноября 2021 года. Режиссёром выступил Инди Хайт, который ранее снял для Лободы клип на песню «Indie Rock (Vogue)».

## Отзывы критиков
Музыкальный критик Гуру Кен заявил, что песня про болезненное переживание отношений — жизненную тему, вечную всегда. Но Лобода, по его мнению, здесь непонятно зачем впадет в шансон. Также он заявил, что песню можно вообще не слушать, но если слушать — вооружиться знанием о песнях про темы типа дня города или день семьи. А видеоклип, всё по мнению того же Гуру Кена, выглядит ещё более бездарным и шаблонным, чем сама песня.

## Чарты
| Чарт (2021)                                | Высшая позиция |
| ------------------------------------------ | -------------- |
| Киев (Tophit City & Country Radio Hits)    | 36             |
| Россия (TopHit City & Country Radio Hits)  | 66             |
| Россия (TopHit Radio & YouTube Hits)       | 57             |
| Россия (TopHit YouTube Hits)               | 16             |
| СНГ (TopHit Radio Hits)                    | 79             |
| Украина (FDR Top 40)                       | 18             |
| Украина (FDR UA Top 20)                    | 10             |
| Украина (TopHit City & Country Radio Hits) | 32             |
| Украина (TopHit Radio & YouTube Hits)      | 4              |
| Украина (TopHit YouTube Hits)              | 2              |

| Чарт (2021)                                | Высшая позиция |
| ------------------------------------------ | -------------- |
| Киев (Tophit City & Country Radio Hits)    | 52             |
| Россия (TopHit Radio & YouTube Hits)       | 71             |
| Россия (TopHit YouTube Hits)               | 23             |
| Украина (TopHit City & Country Radio Hits) | 42             |
| Украина (TopHit Radio & YouTube Hits)      | 7              |
| Украина (TopHit YouTube Hits)              | 4              |

### Годовые чарты
| Чарт (2021)                           | Позиция |
| ------------------------------------- | ------- |
| Россия (TopHit YouTube Hits)          | 142     |
| Украина (TopHit Radio & YouTube Hits) | 85      |
| Украина (TopHit YouTube Hits)         | 47      |
| Чарт (2022)                           | Позиция |
| Украина (TopHit YouTube Hits)         | 161     |

## История релиза
| Регион | Дата           | Формат                      | Лейбл                    | Ист.   |
| ------ | -------------- | --------------------------- | ------------------------ | ------ |
| Мир    | 1 октября 2021 | Цифровая загрузка, стриминг | Sony Music Entertainment | [ 28 ] |
| СНГ    | 1 октября 2021 | Радиоротация                | Sony Music Entertainment | [ 13 ] |